# Перемотка
«Перемо́тка» (англ. Be Kind Rewind — букв. «Пожалуйста, перемотайте») — американская комедия 2008 года режиссёра Мишеля Гондри. В главных ролях снялись Джек Блэк и Мос Деф. Мировая премьера состоялась 22 апреля 2008.

## Сюжет
Работник свалки Джерри (Джек Блэк) пытается подорвать электростанцию, которая, как он считает, разжижает его мозг. Но его план рушится, мозг намагничивается, и в итоге он случайно стирает информацию со всех видеокассет из располагавшегося неподалёку местного видеопроката, в котором работает его лучший друг Майк (Мос Деф). К Майку в салон начинают обращаться местные жители: видеокассеты чисты, фильмов на них нет. Опасаясь, что это может стоить Майку работы, двое друзей объединяются, чтобы не дать своему единственному постоянному клиенту — пожилой даме, имеющей проблемы с восприятием реальности (Миа Фэрроу) — понять что происходит. Ради этого они своими силами переснимают фильм «Охотники за привидениями», который она желает взять напрокат, успевая это сделать до следующего дня. Следующим для них становится работа над «восстановлением» «Час пик 2».
Внезапно, остальным жителям городка любительские ремейки Джерри и Майка приходятся по вкусу, и они принимаются заказывать для пересъёмки любимые свои картины: «Робокоп», «Космическая одиссея 2001 года», «Ребята по соседству», «Король Лев» и так далее. Снимая и снимаясь в фильмах, Джерри и Майк становятся настоящими звёздами своего квартала. Но к ним приходит юрист, представитель Голливуда, и извещает их, что их ожидает либо многомиллионный штраф за видеопиратство, либо тюремное заключение.

## В ролях
| Актёр          | Роль                |
| -------------- | ------------------- |
| Джек Блэк      | Джерри Гербер       |
| Мос Деф        | Майк                |
| Дэнни Гловер   | Элрой Флетчер       |
| Миа Фэрроу     | мисс Фалевич        |
| Мелони Диас    | Альма               |
| Ирв Гуч        | Уилсон              |
| Чандлер Паркер | Крэйг               |
| Сигурни Уивер  | мисс Лоусон         |
| Мэтт Уолш      | полицейский Джулиан |
| Куинтон Аарон  | Кью                 |

Фильм послужил созданию понятия швединг (sweding): любительский ремейк известной киноленты. Это понятие стало темой для соответствующих конкурсов и фестивалей, претендующих на создание субкультуры.